# Chiesa di San Giovanni Battista (Terre del Reno)
La chiesa di San Giovanni Battista è la parrocchiale di Dosso, frazione di Terre del Reno in provincia di Ferrara. Appartiene al vicariato di Cento dell'arcidiocesi di Bologna e risale al XVIII secolo. Ha subito gravi danni durante il terremoto dell'Emilia del 2012.

## Storia
Il primo luogo di culto con dedicazione a San Giovanni Battista nella località di Dosso risale alla prima metà del XVI secolo, quando rientrava nel giuspatronato di Guastavillani, famiglia di Bologna.
L'edificio che ci è pervenuto venne edificato all'inizio del XVIII secolo, su un sito diverso dal primitivo luogo di culto. Attorno alla metà del XIX secolo venne edificata la torre campanaria.
Negli anni venti fu posizionata una nuova pavimentazione in marmette di cemento e nel 1943, durante il secondo conflitto mondiale, i fedeli contribuirono a ricostruire i tre altari della chiesa in marmo. Negli anni cinquanta al presbiterio venne aggiunta una piccola cappella e gli interni della sala furono ridipinti. Nel decennio successivo gli interni vennero ridipinti con un diverso colore.
Il terremoto dell'Emilia del 2012 ha creato danni alla struttura e si è dovuto procedere a interventi di restauro e consolidamento, ultimati nel 2018.